# Bamburi
Bamburi liegt im Mombasa County in Kenia, etwa 10 Kilometer nordöstlich von Mombasa. Bamburi ist ein Touristengebiet, in dem sich zahlreiche Hotelanlagen entlang der Küste des Indischen Ozeans befinden.

## Haller-Park
1971 wurde der Schweizer René Haller beauftragt, den stillgelegten Teil des Zement- und Steinbruch-Komplexes durch Aufforstung zum Haller-Park-Naturschutzgebiet umzugestalten. Das 11 km² umfassende Gebiet beherbergt zahlreiche Wildtiere und war bis 2007 Heimat der berühmten Attraktion Owen und Mzee – einer ungewöhnlichen Freundschaft zwischen einem Flusspferd und einer 130 Jahre alten Riesenschildkröte.

## Bamburi Cement
In Bamburi befindet sich unter anderem Bamburi Cement, die ostafrikanische Niederlassung von Lafarge SA.

## Verkehr
Bamburi kann mittels Bus oder Matatu von Mombasa Richtung Mtwapa bzw. Malindi erreicht werden.
In Bamburi gibt es auch einen Flugplatz, welcher in erster Linie für Safariflüge genutzt wird.